# 1500 шагов
1500 шагов (англ. 1500 Steps) — австралийская спортивная и христианская кинодрама. Премьера состоялась в Австралии 12 ноября 2014 года. Фильм имеет рейтинг 12+.

## Сюжет
Главный герой фильма — Джонас «Джоб» О’Брайен — неудачливый и одинокий шестнадцатилетний подросток. Джоб живёт в Сиднее с отцом инвалидом и алкоголиком, а его мать погибла в автокатастрофе. Отец Джоба в прошлом был чемпионом по бегу и Джоб унаследовал от него способность быстро бегать. Джоб начинает учиться в новой школе, где влюбляется в девушку по имени Грейс, но у него там есть соперник — хулиган и наркоторговец Деймон Дандас. Однажды бегущего по улице Джоба случайно замечает, ушедший на пенсию, олимпийский экс-чемпион Гарри Уайт. Гарри начинает тренировать Джоба. В итоге Джобу удаётся на школьных соревнованиях по бегу победить Деймона. Грейс начинает встречаться с Джобом.
Желая отомстить, Деймон на школьной дискотеке подсыпает Джобу в напиток наркотик. Наличие наркотика в крови Джоба приводит к тому, что его исключают из команды и отстраняют от дальнейших соревнований. Невиновный Джоб читает Библию, молится Богу и молитвы ему помогают.

## Актёры и роли
- Алекс Фечин — Джонас «Джоб» О’Брайен.
- Лаура Бенсон — Грейс
- Джек Мэтьюз — Деймон Дандас
- Кит Томас — Гарри Уайт
- Дэйв Пруст — Нейл О’Брайен, отец Джоба

## Номинации
В 2016 году фильм «1500 шагов» участвовал в конкурсе христианских кинофильмов 2nd Annual Christian Movie Madness.

## Критика
Фильм был проигнорирован большинством критиков. В основном критические отзывы публиковались лишь на сайтах с обзорами «христианских фильмов». Картину часто сравнивают с фильмами «Огненные колесницы» (1981) и «Парень-каратист» (1984); кинофильм, как правило, хвалят за то, что главный герой в итоге пришёл в своих исканиях к Богу, но критикуют за скучный и шаблонный сценарий, плохую операторскую работу и неудачную игру актёров.